# Rudolf Kotormány
Rudolf Kotormány (Timișoara, 23 gennaio 1911 – 2 agosto 1983) è stato un calciatore rumeno, di ruolo difensore.